# Jake Guentzel
Jake Guentzel (Omaha, 6 de outubro de 1994)  é um jogador profissional de hóquei no gelo estadudense que atua na posição de central ou left winger pelo Pittsburgh Penguins, da NHL.

## Carreira
Jake Guentzel foi draftado na 77º pelo 	Pittsburgh Penguins no Draft de 2013.

## Títulos

### Pittsburgh Penguins
- Stanley Cup: 2017